# Độ đo

Về cơ bản, một độ đo có tính chấn của một hàm đơn điệu theo nghĩa, nếu là tập con của khi này độ đo của nhỏ hơn hoặc bằng độ đo của. Hơn nữa, độ đo của một tập rỗng phải bằng không. Một ví dụ cho độ đo là thể tích.

Trong toán học, khái niệm độ đo (tiếng Anh: measure) là khái niệm tổng quát của các phép đo lường hình học như độ dài, diện tích hay thể tích và các khái niệm thông thường khác như chuẩn, khối lượng hay xác suất của các sự kiện. Những khái niệm này trông không liên quan tới nhau, nhưng lại có nhiều điểm chung và có thể được "đối xử" như nhau trên phuơng diện toán học. Độ đo là nền tảng của lý thuyết xác suất, tích phân và có thể được tổng quát hóa để biểu diễn các giá trị âm, như với điện tích. Các phép tổng quát rộng hơn của độ đo còn được sử dụng trong vật lý lượng tử và vật lý.
Ý tưởng của đọ đo đã xuất hiện kể từ Hy Lạp cổ đại, khi Archimedes cố gắng tính toán diện tích hình tròn. Nhưng phải tới cuối thế kỷ 19 - đầu thế kỷ 20, lý thuyết độ đo mới trở thành một nhánh của toán học. Sự ra đời của lý thuyết độ đo hiện đại đã xuất hiện trong công trình của Émile Borel, Henri Lebesgue, Nikolai Luzin, Johann Radon, Constantin Carathéodory, Maurice Fréchet và nhiều người khác.

## Tính chất
Các tính chất sau đây có được từ các tiên đề trên:
- Tính đơn điệu: Nếu E1,E2,... là các tập đo được và E1 là tập con của E2, thì μ(E1) ≤ μ(E2).
- Tính hợp đếm được: Nếu E1,E2,E3,... là các tập đo được và En chứa trong En+1 với mọi n, vậy thì hợp E của các tập En là đo được và μ(E) = lim μ(En).
- Tính giao đếm được: Nếu E1,E2,E3,... là các tập đo được và En+1 chứa trong En với mọi n, vậy thì giao E của các tập En là đo được; hơn nữa, nếu tồn tại một tập En có độ đo hữu hạn, thì μ(E) = lim μ(En).

Một tập S được gọi là hầu như rỗng hay có thể bỏ được nếu μ(S) = 0. Độ đo μ được gọi là đủ nếu mọi tập con của một tập hầu như rỗng là đo được (một tập con như vậy thì bản thân nó cũng là một tập hầu như rỗng).

## Ví dụ
Sau đây là một vài ví dụ tiêu biểu về độ đo:
- Độ đo đếm được định nghĩa bởi {\displaystyle \mu (S)} = số phần tử của S.
- Độ đo Lebesgue là độ đo đủ duy nhất bất biến qua phép dịch chuyển trên σ-đại số chứa các đoạn trên {\displaystyle \mathbb {R} } sao cho {\displaystyle \mu (\left\lbrack a,b\right\rbrack )=b-a} với {\displaystyle a<b.}
- Độ đo Haar cho một nhóm khả tô pô compact địa phương là trường hợp đặc biệt quan trọng của độ đo (chính xác hơn là độ đo Radon). Nó bất biên đối với phép dịch chuyển trong nhóm.
- Độ đo không được định nghĩa bởi {\displaystyle \mu (S)=0} với mọi S.
- Mọi không gian khả xác suất đều cho phép định nghĩa một độ đo nhận giá trị bằng 1 cho tập hợp toàn thể (và cũng nhận tất cả các giá trị trong đoạn [0, 1]). Một độ đo như vậy được gọi là một độ đo xác suất. Xem các tiên đề xác suất.
- Các khái niệm metric như độ dài, diện tích, thể tích đều là độ đo.

## Tổng quát
Trong một vài trường hợp, sẽ rất có ích nếu ta có một "độ đo" cho các giá trị không bị giới hạn chỉ ở các số thực dương và ở vô hạn. Ví dụ, một hàm σ-cộng tính được định nghĩa trên các tập hợp và cho các giá trị dương được gọi là "độ đo đảm bảo" (độ đo signée), trong khi một hàm cũng như vậy, nhưng cho giá trị là các giá trị phức, được gọi là "độ đo phức". Một độ đo cho các giá trị trong một không gian Banach được gọi là "độ đo ảo" (độ đo spectrale). Các độ đo này được dùng chủ yếu trong giải tích hàm cho định lý ảo (định lý spectral).
Về khái niệm độ đo "cộng tính" hay "trung bình", định nghĩa tương tự như định nghĩa của độ đo nhưng tính σ-cộng tính được thay bởi tính cộng tính hữu hạn. Thật ra trước đây định nghĩa này được đưa vào trước, nhưng lại có ít ứng dụng trong thực tế.
Một kết quả đáng lưu ý trong hình tích phân, được biết dưới cái tên định lý Hadwiger, phát biểu rằng: không gian các bất biến hàm qua một phép biến đổi, cộng tính, là hàm số của các tập hợp không nhất thiết dương và được định nghĩa trên hợp của các tập compact lồi trong {\displaystyle \mathbb {R} }, được cấu thành từ các độ đo đồng nhất bậc k với mọi k = 0,1,2,...,n và tổ hợp tuyến tính của các "độ đo" này.
Tính "đồng nhất bậc k" nghĩa là "mở rộng" bất kỳ một tập hợp nào đó bởi bất kỳ một hệ số c>0 nào đó cho nhân "độ đo" của tập hợp với ck. Độ đo duy nhất có tính đồng nhất bậc n là thể tích thông thường với số chiều là n. Độ đo duy nhất có tính đồng nhất bậc n-1 là "thể tích bề mặt" và được gọi là độ đo bề mặt. Độ đo có tính đồng nhất bậc 1 được gọi là "chiều rộng trung bình" (largeur moyenne). Độ đo có tính đồng nhất bậc 0 là đặc trưng Euler.